# Astronaut Cosmonaut

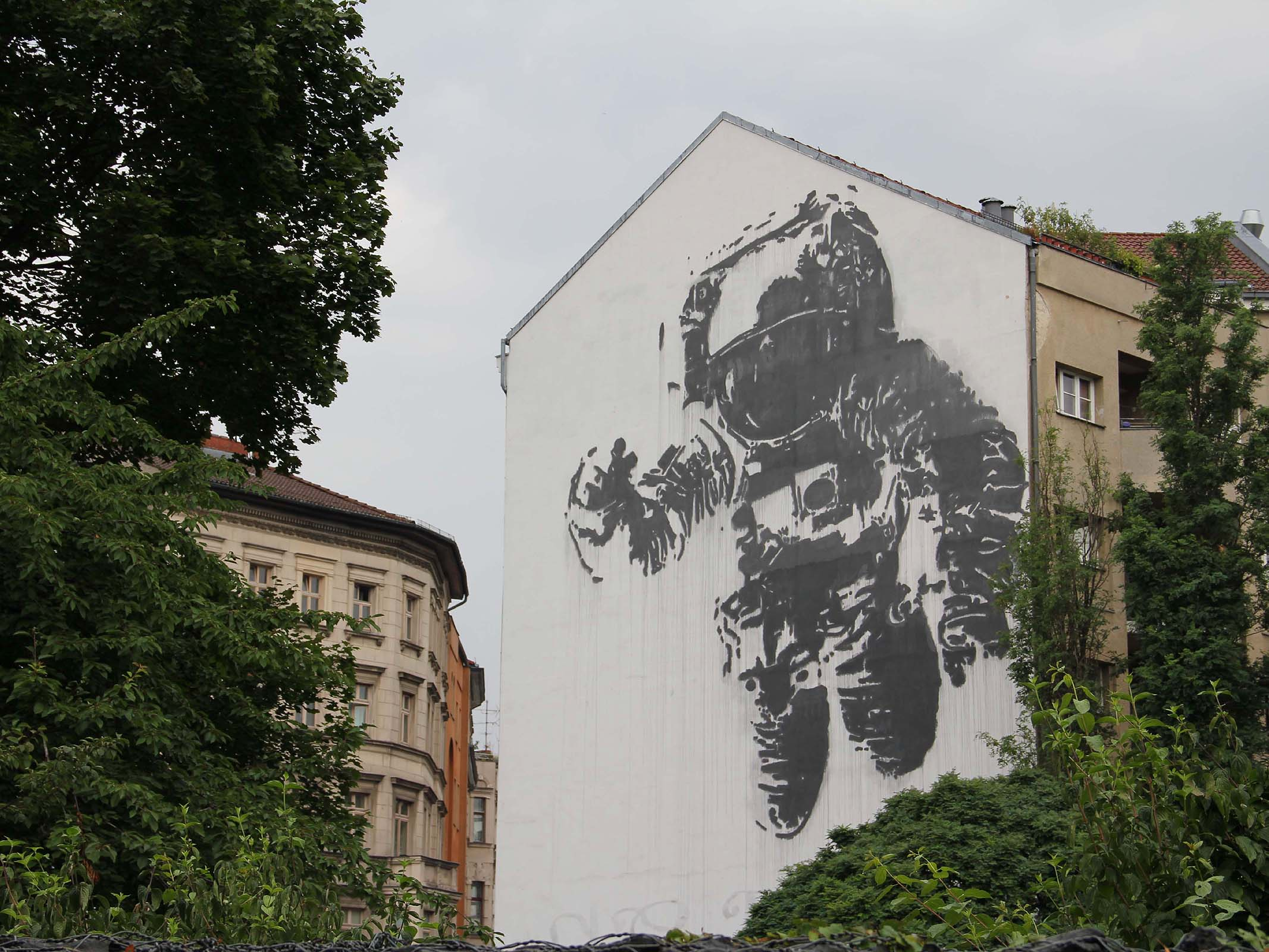
Astronaut Cosmonaut

Astronaut Cosmonaut är ett grafittikonstverk av den franske streetartkonstnären Victor Ash, målat 2007 på brandväggen till huset Oranienstrasse 195 i stadsdelen Kreuzberg i Berlin. Konstverket utgör idag en turistattraktion i Kreuzberg och är ett av Berlins mest kända gatukonstverk. 
Konstverket är synligt från Mariannenstrasse söder om Heinrichplatz. Motivet föreställer en svävande astronaut och har en yta på 22 meter × 14 meter. Det är helt och hållet målat i svart i typisk stencilstil, där färgen delvis runnit neråt. I verkligheten framställdes dock bilden utan schabloner. Strålkastarna på flaggstängerna vid en bilförsäljare på andra sidan gatan projicerar en skugga av en vajande flagga på fasaden som därmed blir en del av konstverket på natten.
Ash använde astronauten som symbol för kalla kriget och rymdkapplöpningen mellan USA och Sovjetunionen, och konstverket knyter an till den tidigare gränsen mellan Nato och Warszawapakten som gick endast några få kvarter från konstverket vid Berlinmuren under Berlins ockupation 1945-1990. Titeln syftar på det amerikanska respektive det sovjetiska ordet för rymdfarare, "astronaut" respektive "kosmonaut".
| ”                                                                    | When I did the astronaut painting in Berlin, I used the idea of the Cold War; I wanted to do something that related to the location where I was painting. And I thought of this huge astronaut because, for me, one of the most important things about the Berlin was that it was an icon for the Cold War. So I made the astronaut in relation to the space race between America and the USSR, to the idea of fighting for something that isn’t with soldiers, that isn’t here on Earth—it’s in another dimension. That’s the kind of idea that inspires me: it’s more global, more human. | „ |
| – Victor Ash i intervju med Arts as Cultural Diplomacy, 1 juli 2011. | |   |

Konstverket inspirerade sångaren Mark Owen till att spela in videon till låten Stars där han springer genom Berlin klädd som astronaut.